# Zasada optymalizacji
Zasada optymalizacji to zasada, którą powinno się kierować podejmując i zmieniając decyzje gospodarcze. Można ją przedstawić w następujący sposób: 
1. ZM>KM  Korzyści marginalne są większe od kosztów marginalnych. Należy wówczas rozwijać realizowaną działalność gospodarczą.
2. ZM<KM  Koszty marginalne są większe od korzyści marginalnych. Należy wówczas ograniczać rozmiary działalności gospodarczej.
3. ZM=KM Zrównanie się korzyści i kosztów marginalnych. Oznacza to osiągnięcie przez przedsiębiorstwo najlepszego z możliwych poziomu działalności gospodarczej. Sytuacje taką nazywamy punktem równowagi podmiotu gospodarczego.